# Scrophularia hilbigii
Scrophularia hilbigii är en flenörtsväxtart som beskrevs av E.J. Jäger. Scrophularia hilbigii ingår i släktet flenörter, och familjen flenörtsväxter. Inga underarter finns listade i Catalogue of Life.